# Etan Thomas
Dedrick Etan Thomas (* 1. April 1978 in Harlem, New York City) ist ein ehemaliger US-amerikanischer Basketballspieler. Der 208 cm große Center/Power Forward spielte von 1996 bis 2000 bei der Syracuse University. Von 2000 bis 2011 war er in der NBA aktiv.

## High School
Thomas besuchte die Booker T. Washington High School in seiner Heimatstadt Tulsa. Die High School ist für ihr gutes Basketballprogramm bekannt und hat NBA-Spieler wie Wayman Tisdale hervorgebracht. Thomas selber spielte für das Basketballteam der High School, die Hornets. Dort spielte er mit Ryan Humphrey, ein weiterer zukünftiger NBA-Spieler, und den späteren NFL-Spielern De'mond Parker und R.W. McQuarters in einer Mannschaft. Mit dieser Mannschaft gewann er 1995 die State Championship. Dabei stand er im Schatten von Ryan Humphrey, der zum McDonald's High School All-American ernannt wurde. Im Jahr darauf beendete er die High School und besuchte fortan die Syracuse University.

## College
Von 1996 bis 2000 spielte Thomas an der Syracuse University im Basketballteam bei den Syracuse Orangemen. In seinem ersten Jahr kam er kaum zum Einsatz, da er anderen Mitspielern weichen musste. Als diese im Jahr darauf die Universität verlassen hatten, wurde er direkt zum Starter und wurde zu einem Leistungsträger im Team der Orangemen. Besonders durch seine defensiven Leistungen machte er auf sich aufmerksam und blockte in der gesamten Saison 138 Würfe. Die Orangemen erreichten mit ihm die NCAA Sweet 16 und Thomas wurde am Ende der Saison zum Big East‘s Most Improved Player of the Year gewählt. Zusammen mit dem späteren NBA-Spieler Jason Hart absolvierte er noch zwei weitere Jahre für die Orangemen. In dieser Zeit erreichte er noch einmal die Sweet 16 und wurde in seinem Seniorenjahr zum Big East Defensive Player of the Year gewählt.

## NBA
Die Dallas Mavericks wählten ihn beim NBA-Draft 2000 an 12. Stelle aus. Für die Mavericks bestritt er allerdings nie ein Spiel und wurde 2001 zu den Washington Wizards getradet. Auch bei den Wizards wurde er zunächst nicht eingesetzt und bestritt in der Saison 2001/02 sein erstes NBA-Spiel. Bei den Wizards konnte er sich nie durchsetzen und fiel eher durch Probleme mit seinem Mitspieler Brendan Haywood auf. Statistisch gesehen absolvierte Thomas 2003/04 seine beste Saison und erreichte in der darauffolgenden Saison mit den Wizards die zweite Playoffrunde. Zur Saison 2009/10 wurde er zu den Oklahoma City Thunder getradet und bestritt für diese eine Saison, in der er mit dem Team die Playoffs erreichte. Danach wurde er in einem Tauschgeschäft an die Atlanta Hawks abgegeben.

## Sonstiges

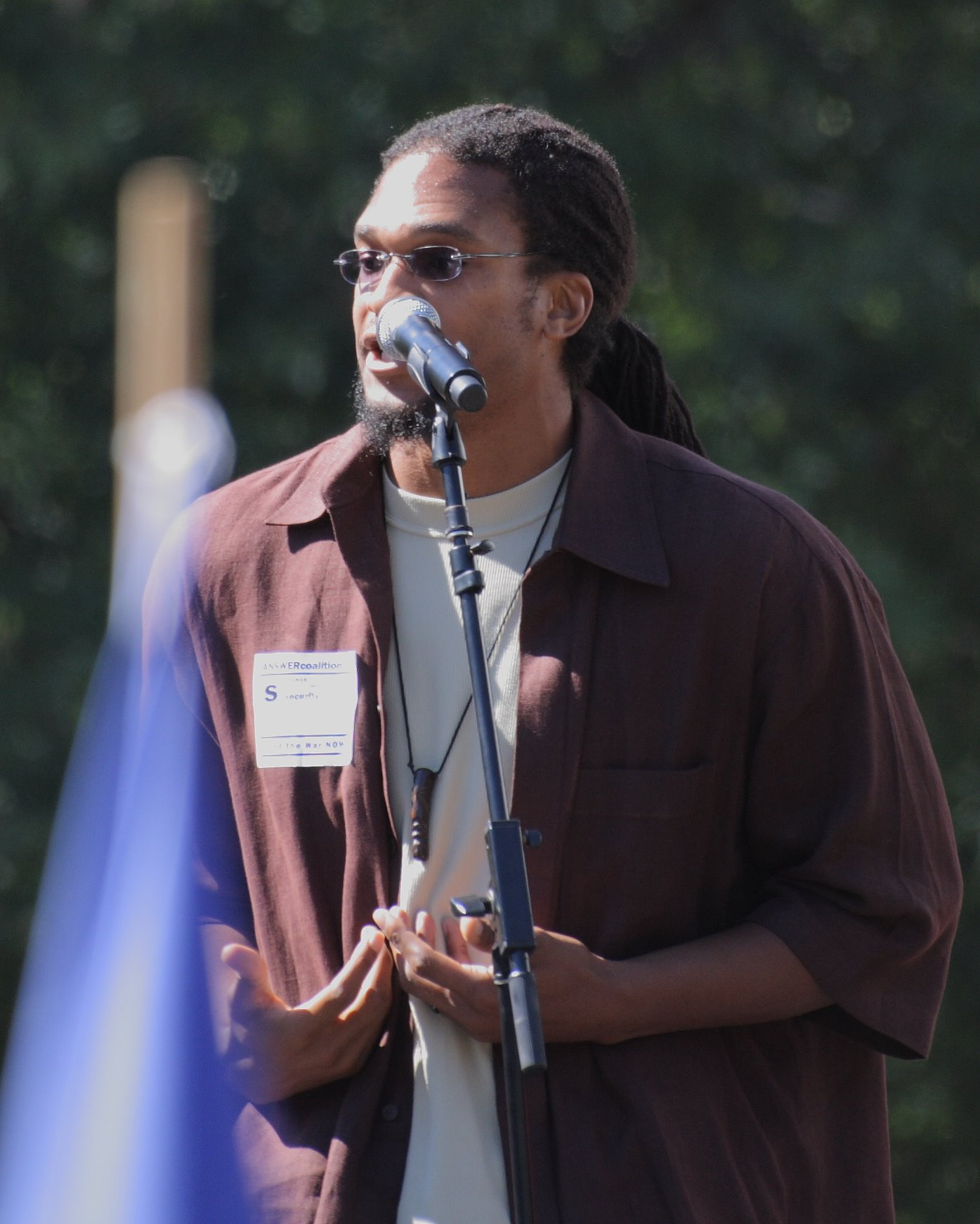
Etan Thomas, 2007

Thomas wurde in Harlem geboren und wuchs mit einem jüngeren Bruder in Tulsa, Oklahoma, auf. Durch den Einfluss seiner Mutter, einer Lehrerin, beschäftigte er sich mit der amerikanischen Bürgerrechtsbewegung, Politik und insbesondere den 1960er Jahren. Er schreibt Gedichte, die er unter dem Titel More Than an Athlete veröffentlichte.
2008 unterstützte er Barack Obama in dessen Kandidatur als US-Präsident und trat dabei als Redner auf.